# Astroboa nuda
Astroboa nuda är en ormstjärneart som först beskrevs av George Richard Lyman 1874.  Astroboa nuda ingår i släktet Astroboa och familjen medusahuvuden. Inga underarter finns listade i Catalogue of Life.

## Bildgalleri

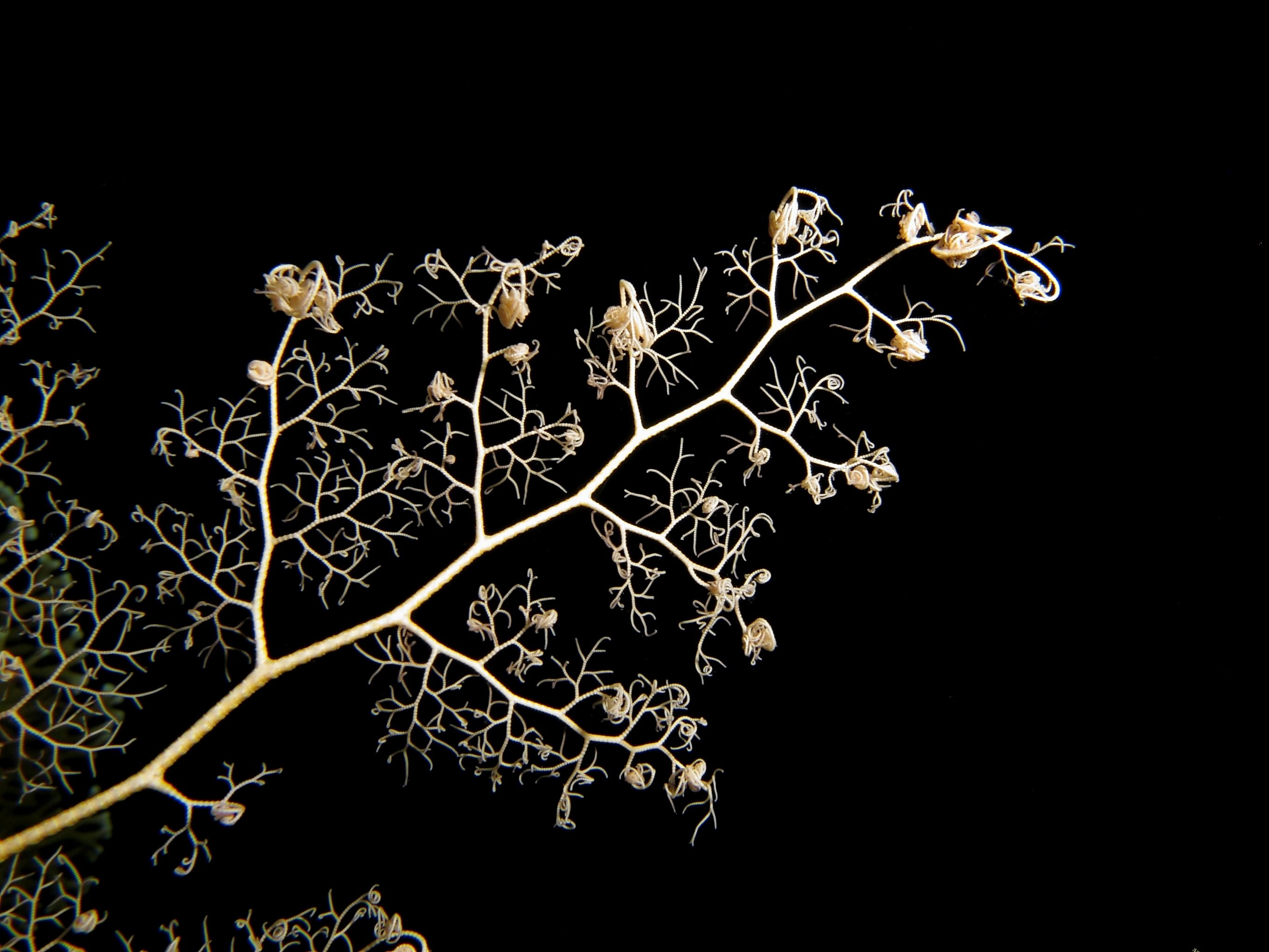